# Idiopidonia pedalis
Idiopidonia pedalis is een keversoort uit de familie boktorren (Cerambycidae). De wetenschappelijke naam van de soort is voor het eerst geldig gepubliceerd in 1928 door Swaine & Hopping.